# 埃里希·巴倫方格
埃里希·巴倫方格（德語：Erich Bärenfänger，1915年1月12日-1945年5月2日）是二戰期間的德國將軍。他是納粹德國的橡葉騎士佩寶劍鐵十字勳章的獲得者。在戰爭的最後幾天，巴倫方格在柏林戰役期間擔任了多個防區的指揮官；他於1945年5月2日自殺。
二戰快結束時，巴倫方格參加了柏林之戰。4月24日，由於希特勒的直接命令，巴倫方格被任命為A區的指揮官，一天后巴倫方格被授予B區的指揮官之職。巴倫方格在Schönhauser Allee向北發動了至少兩次未成功的裝甲攻擊。第二次是在5月1日。
由於巴倫方格，黨衛軍旅威廉·蒙克的“突圍小組”成員看到了相當多的景象。5月1日，該小組離開了被包圍的包括元首地堡的中央政府部門。當他們逃跑時，在他們面前看到了“大群”新虎式坦克和“大砲”排列在高射砲塔周圍，彷彿“在遊行”。巴倫方格據稱坐在這樣排列的其中一隻老虎的砲塔圓頂中。5月2日柏林城破時，巴倫方格與年輕的妻子和她的兄弟在柏林的一條小街上自殺，終年30歲。